# Interop V-Lab
Creado en 2007, el INTEROP-VLab (Aisbl), el “Laboratorio Virtual Europeo para la Interoperabilidad Empresarial” es una red de organizaciones, que integra universidades, centros de investigación, asociados industriales, y PYMES. Sus miembros se localizan en diferentes países europeos así como en China, representando a más de 250 investigadores y 70 organizaciones. La creación del INTEROP-VLab se origina como resultado de los esfuerzos realizados durante 42 meses (noviembre de 2003 – marzo de 2007) por la Red de Excelencia (Network of Excellence) INTEROP-NoE (Investigación sobre interoperabilidad en aplicaciones y software en redes de empresas).

## Motivaciones
La Interoperabilidad Empresarial (IE) aparece definitivamente como el concepto apropiado que se dirige hacia el desarrollo de soluciones integradas y adaptadas a la gestión de sistemas industriales heterogéneos, administraciones públicas u organizaciones. La competitividad de las empresas europeas y de las organizaciones (tanto públicas como privadas) depende considerablemente de su habilidad para utilizar soluciones de sistemas TIC interoperables.
El INTEROP-VLab es una iniciativa para facilitar la investigación colaborativa en una red con una masa crítica de investigadores, cuyo dominio sea la IE, y que sea capaz de interconectar laboratorios de investigación en estrecha relación con la industria, con el fin de alcanzar los objetivos que una organización por sí sola no es capaz de conseguir.
La misión del INTEROP-VLab es mantener y desarrollar la desfragmentación de la ERA (Área de Investigación Europea) en el dominio de la IE en cooperación con otras regiones del mundo:
- Mediante el desarrollo de investigación, formación e innovación en Interoperabilidad Empresarial.
- Actuando como Centro de Excelencia en el dominio de la Interoperabilidad Empresarial a nivel mundial.

INTEROP-VLab es el repositorio oficial de los documentos públicos de Interoperabilidad Empresarial, producidos por los proyectos de investigación Europeos bajo los 5º, 6º y 7º Programa Marco de la Comisión Europea
(DG INFSO unidad D4).

## Actividades de Investigación, Formación y Difusión
El INTEROP-VLab desarrolla diferentes actividades: investigación, educación y servicios de formación, estados de arte, asesoramiento sobre estandarización, difusión de conocimiento, el uso común de fondos de investigación…
La originalidad de la investigación del INTEROP-VLab se basa en la integración de tres dominios de investigación:
- Tecnologías de la Información y Comunicación, base tecnológica para sistemas interoperables.
- Modelado Empresarial, para implementar un nivel de interoperabilidad apropiado con el objetivo de facilitar las interacciones empresa-administraciones públicas.
- Ontologías, para asegurar la consistencia semántica de las organizaciones en red y de sus soluciones a través de tres líneas principales: (i) fundamentos teóricos, (ii) tecnologías posibilitadoras, (iii) aplicaciones ejemplares.

El INTEROP-VLab presenta dos resultados principales de entre los 20 obtenidos durante el proyecto INTEROP-NoE:
- El I-V KMap (INTEROP-VLab Knowledge Map - INTEROP-VLab Mapa de Conocimiento), que es un sistema de gestión de competencias en el dominio de la IE, usando un motor de búsqueda basado en una ontología. El I-V KMap presenta la posibilidad de ser usado para recuperar y almacenar contenido relevante (documentos, descripciones de proyectos y de productos, competencias de sus miembros, organizaciones, eventos de todo tipo, como reuniones, visitas…) en un dominio de conocimiento específico, basado en una ontología relativa a dicho dominio.

La tecnología del I-V KMap es extensible a otros dominios, ya que se basa en una cadena de valor de adquisición de conocimiento semiautomática. Su implementación pone de manifiesto la posibilidad de otros usos de esta herramienta.
- La plataforma I-V e-Learning (aprendizaje electrónico a distancia) que contiene más de 50 cursos web y tutoriales, desarrollados por especialistas en IE, en cuatro dominios diferentes relacionados con la IE y también relacionados con las áreas de Modelado Empresarial, Ontologías y Arquitecturas y Plataformas.

Estos dos servicios están disponibles en la parte privada de la plataforma del INTEROP-VLab para sus asociados y también para aquellos no-asociados que puedan estar interesados.

### Miembros
INTEROP-VLab es una organización interconectada a 2 niveles y basada en el concepto de Polo. Un Polo es un sistema de entidades asociadas ubicadas en un territorio geográfico (región, país, grupo de países o grupo de regiones de un mismo país, por ejemplo, diferentes comunidades autónomas).
Los miembros del INTEROP-Vlab son:
- (Francés) INTEROP-VLab Pole France Grand Sud-Ouest (PGSO)
- (Alemán) DFI (Deutsches Forum für Interoperabilität e.V.)
- (Inglés) INTEROP-VLab UK Pole
- (Chino) INTEROP-VLab China Pole
- (Español) INTEROP-VLab INTERVAL Pole
- (Portugués) [INTEROP-VLab Portuguese Pole (INTEROP-PtRP)]
- (Italiano) INTEROP-VLab.IT
- (Escandinavo) North Pole (Norway, Sweden, Finland)

- Datos: Q1668084